# Ophioglossum lancifolium
Ophioglossum lancifolium är en låsbräkenväxtart som beskrevs av Presl. Ophioglossum lancifolium ingår i släktet ormtungor, och familjen låsbräkenväxter. Inga underarter finns listade i Catalogue of Life.